# Angels in Stardust
Angels in Stardust es una película de comedia dramática estadounidense de 2014 escrita y dirigida por William Robert Carey y protagonizada por Alicia Silverstone, AJ Michalka y Billy Burke. La película es el debut como director de Carey y está basada en su propia novela Jesus in Cowboy Boots, estrenada en 2013.
Se estrenó en cines y en video bajo demanda el 21 de febrero de 2014. La película fue relanzada en 2016 con su título original, Jesus in Cowboy Boots. El título «Angels in Stardust», inventado por el primer distribuidor, tenía como objetivo situar la película al principio de las listas alfabéticas de pago por visión. Desafortunadamente, el título era la antítesis de la historia y los temas de la película. En 2021, Carey escribió unas memorias, How Not to Make a Movie: An Independent Filmmaker in Hollywood Hell, sobre sus pruebas y tribulaciones al realizar la película.

## Argumento
Vallie Sue Russell, una imaginativa chica de pueblo que vive en una comunidad polvorienta de Texas construida sobre un autocine abandonado, recurre a un amigo imaginario, el Cowboy, en busca de consuelo de su madre ensimismada y del peligroso mundo que la rodea. Un misterioso nativo americano, Tenkill, y dos maleantes locales ponen patas arriba el mundo de Vallie Sue, cambiando su vida para siempre.

## Reparto
- Alicia Silverstone como Tammy Russell.
- AJ Michalka como Vallie Sue Russell.
- Billy Burke como el Cowboy.
- Amelia Rose Blaire como Loretta.
- Michael Spears como Tenkill.
- Jeannetta Arnette como Jacqueline Windsor.
- Chandler Massey como Angelo.
- Sierra Fisk como directora.
- Dennis Cockrum como Mr. Sunday.
- Darin Heams como el viejo Ray.
- Tyler Riggs como Mickey.
- Adam Taylor como Pleasant Russell.
- Kelly Ramel como Francine.